# Иокаста

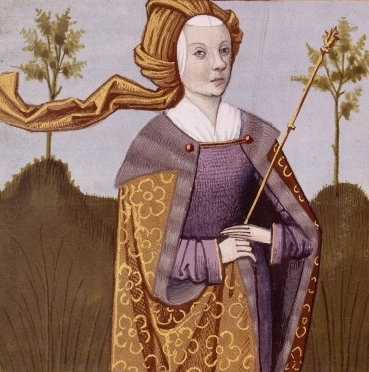
Иокаста. Миниатюра из рукописного издания книги Боккаччо О знаменитых женщинах, XV—XVI вв.

Иокаста (Эпикаста; др.-греч. Ἰοκάστη) — персонаж древнегреческой мифологии
Царица Фив, дочь Менекея и сестра Креонта (либо дочь Креонта). Жена Лаия и мать Эдипа, после гибели Лаия — жена Эдипа. Упомянута в «Одиссее».
Не зная о судьбе своего сына Эдипа, младенцем оставленного по приказу Лаия на горе Киферон, вышла замуж за Эдипа, по прошествии многих лет пришедшего в Фивы из Коринфа и освободившего жителей Фив от Сфинкс. Стала матерью Антигоны, Исмены, Этеокла и Полиника (отец — Эдип).
Когда стало известно её родство с Эдипом, повесилась или закололась. У Стесихора упоминается как живая после отречения Эдипа. Либо покончила с собой, бросившись на меч после гибели сыновей.

## Образ в искусстве
Действующее лицо киклической поэмы «Эдиподия», трагедий Софокла «Царь Эдип» и Еврипида «Финикиянки», Акция «Финикиянки», Сенеки «Эдип» и «Финикиянки». В фильме Пазолини «Царь Эдип» (1967) роль Иокасты исполнила Сильвана Мангано.

## В астрономии
В честь Иокасты названы астероид (899) Иокаста, открытый в 1918 году и спутник Юпитера Иокасте, открытый в 2000 году.